# Marino Francesco I Caracciolo, VII principe di Avellino
Marino Francesco I Caracciolo, VII principe di Avellino (Avellino, 5 agosto 1714 – Avellino, 3 dicembre 1781), è stato un principe italiano.

## Biografia
Nato ad Avellino il 5 agosto 1714, Marino Francesco I era figlio di Francesco Marino II, VI principe di Avellino e consigliere intimo dell'imperatore, e di sua moglie, la principessa Giulia d'Avalos. Alla morte del padre nel 1727 ne ereditò i beni e i titoli di famiglia, ma essendo ancora molto giovane venne affidato alle cure e alla tutela della nonna paterna, la principessa Antonia Spinola. Ancora giovanissimo, nel novembre del 1732 volle rimanere ad Avellino durante il terremoto per dirigere le operazioni di sgombero delle macerie e di riparazione dei danni. L'anno successivo, il 6 febbraio, sposò Maria Antonia Carafa, figlia di Carlo, duca di Maddaloni.
Tra i più ricchi ed importanti feudatari del regno di Napoli, seppe attirare su di sé l'attenzione delle potenze interessate alla conquista del regno del sud: tra queste vi fu certamente l'impero di Carlo VI d'Asburgo il quale tentò di assicurarsi la fedeltà del Caracciolo nominandolo nel 1733 generale di cavalleria dei catafratti del Regno di Napoli. A sua volta, Filippo V di Spagna lo nominò comandante di una compagnia di cavalieri spagnoli nel 1734. Con l'avvicinarsi delle truppe spagnole, il viceré austriaco Giulio Visconti Borromeo Arese si rese comunque conto di non poter disporre di forze militari sufficienti a contrastare il nemico e per questo, dopo aver abbandonato Napoli, si diresse ad Avellino, città dove ad ogni modo si sentiva poco sicuro in quanto dubitava fortemente della fedeltà del principe locale alla causa dell'Austria e per questo decise di ripiegare in Puglia. Dopo la partenza degli austriaci, infatti, il Caracciolo si schierò apertamente dalla parte di Carlo di Borbone e della Spagna.
Nel 1735, Marino Francesco ospitò ad Avellino il nuovo sovrano Carlo III mentre questi si dirigeva in Puglia e poi in Calabria. Fu su istanza di Carlo III che re Filippo V di Spagna decorò il Caracciolo dell'Ordine del Toson d'oro nel 1739.
Il 30 dicembre 1759, fu tra i primi aristocratici napoletani a giurare fedeltà a Ferdinando IV di Napoli, anche se il nuovo sovrano non vide di buon occhio il grande potere feudale di cui godeva, primo tra molti, il Caracciolo. Fu così che nel 1770, quando Marino Francesco decise, accanto alla villa che già possedeva a San Giorgio a Cremano, di erigere una chiesa dedicata alla Vergine dei Sette Dolori, Ferdinando IV gli negò il permesso, adducendo la generica scusa della già abbondante presenza di luoghi di culto nell'area. Secondo le indagini svolte dal ministro Bernardo Tanucci per conto di Ferdinando IV, inoltre, il Caracciolo deteneva un potere su un territorio piuttosto ampio grazie ad accordi segreti con una serie di banditi che si accampavano con le loro bande in boschi di proprietà del principe di Avellino, col suo tacito assenso.
Morì ad Avellino il 3 dicembre 1781.

## Matrimonio e figli
Marino Francesco I sposò il 6 febbraio 1733 la nobildonna Maria Antonia Carafa, figlia di Carlo, duca di Maddaloni. Da questa unione nacquero nove figli: 
- Francesco Marino III (1734 - 1784), VIII principe di Avellino, sposò la principessa Maria Anna Caracciolo di Miranda
- Giulia Maria (1736 - 1757), dama dell’Ordine della Croce Stellata, sposò Carlo Carafa, V principe di Belvedere
- Carlo (1737 - 1801), cavaliere di Malta
- Maria Teresa (1738 - 1789), sposò Filippo Bernualdo Orsini, XVI duca di Gravina
- Maria Francesca (1739 - 1813), monaca nel monastero di Santa Maria Donna Regina a Napoli
- Giovanni (1741 - 1800), IX principe di Avellino, sposò Giustina Lancellotti di Marzano
- Vincenzo Maria (n. e m. 1743)
- Maria Leonilda (1733 - 1751)
- Maria Vincenza (1745 - 1794), sposò Giuseppe de' Medici, VI principe di Ottaiano

## Ascendenza
|                                                                 |                                                                     |                                                                    | Genitori                                                             |  |  | Nonni |  |  | Bisnonni                                               |  |  | Trisnonni                                      |  |
|                                                                 |                                                                     |                                                                    |                                                                      |  |  |       |  |  | Francesco Marino I Caracciolo, IV principe di Avellino |  |  | Marino II Caracciolo, III principe di Avellino |  |
|                                                                 |                                                                     |                                                                    |                                                                      |  |  |       |  |  | Francesco Marino I Caracciolo, IV principe di Avellino |  |  | Marino II Caracciolo, III principe di Avellino |  |
|                                                                 |                                                                     | Francesca d'Avalos d'Aquino d'Aragona                              |                                                                      |  |  |       |  |  | Francesco Marino I Caracciolo, IV principe di Avellino |  |  |                                                |  |
| Marino III Caracciolo, V principe di Avellino                   |                                                                     |                                                                    |                                                                      |  |  |       |  |  | Francesco Marino I Caracciolo, IV principe di Avellino |  |  |                                                |  |
|                                                                 |                                                                     | Geromina Pignatelli Tagliavia d'Aragona Cortés                     | Ettore IV Pignatelli Tagliavia d'Aragona Cortés, IV principe di Noia |  |  |       |  |  |                                                        |  |  |                                                |  |
|                                                                 |                                                                     | Geromina Pignatelli Tagliavia d'Aragona Cortés                     | Ettore IV Pignatelli Tagliavia d'Aragona Cortés, IV principe di Noia |  |  |       |  |  |                                                        |  |  |                                                |  |
|                                                                 |                                                                     | Geromina Pignatelli Tagliavia d'Aragona Cortés                     | Giovanna Tagliavia d'Aragona Cortez                                  |  |  |       |  |  |                                                        |  |  |                                                |  |
| Francesco Marino II Caracciolo, VI principe di Avellino         |                                                                     | Geromina Pignatelli Tagliavia d'Aragona Cortés                     |                                                                      |  |  |       |  |  |                                                        |  |  |                                                |  |
|                                                                 |                                                                     | Paolo Spinola, III duca di San Severino                            | Filippo Spinola, marchese di Los Balbases                            |  |  |       |  |  |                                                        |  |  |                                                |  |
|                                                                 |                                                                     | Paolo Spinola, III duca di San Severino                            | Filippo Spinola, marchese di Los Balbases                            |  |  |       |  |  |                                                        |  |  |                                                |  |
|                                                                 |                                                                     | Paolo Spinola, III duca di San Severino                            | Geronima Doria                                                       |  |  |       |  |  |                                                        |  |  |                                                |  |
| Antonia Spinola di San Severino                                 |                                                                     | Paolo Spinola, III duca di San Severino                            |                                                                      |  |  |       |  |  |                                                        |  |  |                                                |  |
|                                                                 |                                                                     | Anna Colonna di Paliano                                            | Marcantonio V Colonna, V principe di Paliano                         |  |  |       |  |  |                                                        |  |  |                                                |  |
|                                                                 |                                                                     | Anna Colonna di Paliano                                            | Marcantonio V Colonna, V principe di Paliano                         |  |  |       |  |  |                                                        |  |  |                                                |  |
|                                                                 |                                                                     | Anna Colonna di Paliano                                            | Isabella Gioeni, principessa di Castiglione                          |  |  |       |  |  |                                                        |  |  |                                                |  |
| Marino Francesco I Caracciolo, VII principe di Avellino         |                                                                     | Anna Colonna di Paliano                                            |                                                                      |  |  |       |  |  |                                                        |  |  |                                                |  |
|                                                                 | Giovanni II d'Avalos d'Aquino d'Aragona, V principe di Montesarchio | Francesco d'Avalos d'Aquino d'Aragona, IV principe di Montesarchio |                                                                      |  |  |       |  |  |                                                        |  |  |                                                |  |
|                                                                 | Giovanni II d'Avalos d'Aquino d'Aragona, V principe di Montesarchio | Francesco d'Avalos d'Aquino d'Aragona, IV principe di Montesarchio |                                                                      |  |  |       |  |  |                                                        |  |  |                                                |  |
|                                                                 | Giovanni II d'Avalos d'Aquino d'Aragona, V principe di Montesarchio | Andreana Caracciolo di Volturara                                   |                                                                      |  |  |       |  |  |                                                        |  |  |                                                |  |
| Nicola d'Avalos d'Aquino d'Aragona, VI principe di Montesarchio | Giovanni II d'Avalos d'Aquino d'Aragona, V principe di Montesarchio |                                                                    |                                                                      |  |  |       |  |  |                                                        |  |  |                                                |  |
|                                                                 |                                                                     | Giulia d'Avalos d'Aquino d'Aragona                                 | Andrea d'Avalos d'Aquino d'Aragona, III principe di Montesarchio     |  |  |       |  |  |                                                        |  |  |                                                |  |
|                                                                 |                                                                     | Giulia d'Avalos d'Aquino d'Aragona                                 | Andrea d'Avalos d'Aquino d'Aragona, III principe di Montesarchio     |  |  |       |  |  |                                                        |  |  |                                                |  |
|                                                                 |                                                                     | Giulia d'Avalos d'Aquino d'Aragona                                 | Anna Guevara                                                         |  |  |       |  |  |                                                        |  |  |                                                |  |
| Giulia d'Avalos d'Aquino d'Aragona                              |                                                                     | Giulia d'Avalos d'Aquino d'Aragona                                 |                                                                      |  |  |       |  |  |                                                        |  |  |                                                |  |
|                                                                 |                                                                     | Francesco Marino I Caracciolo, IV principe di Avellino             | Marino II Caracciolo, III principe di Avellino                       |  |  |       |  |  |                                                        |  |  |                                                |  |
|                                                                 |                                                                     | Francesco Marino I Caracciolo, IV principe di Avellino             | Marino II Caracciolo, III principe di Avellino                       |  |  |       |  |  |                                                        |  |  |                                                |  |
|                                                                 |                                                                     | Francesco Marino I Caracciolo, IV principe di Avellino             | Francesca d'Avalos d'Aquino d'Aragona                                |  |  |       |  |  |                                                        |  |  |                                                |  |
| Giovanna Caracciolo di Avellino                                 |                                                                     | Francesco Marino I Caracciolo, IV principe di Avellino             |                                                                      |  |  |       |  |  |                                                        |  |  |                                                |  |
|                                                                 |                                                                     | Geromina Pignatelli Tagliavia d'Aragona Cortés                     | Ettore IV Pignatelli Tagliavia d'Aragona Cortés, IV principe di Noia |  |  |       |  |  |                                                        |  |  |                                                |  |
|                                                                 |                                                                     | Geromina Pignatelli Tagliavia d'Aragona Cortés                     | Ettore IV Pignatelli Tagliavia d'Aragona Cortés, IV principe di Noia |  |  |       |  |  |                                                        |  |  |                                                |  |
|                                                                 |                                                                     | Geromina Pignatelli Tagliavia d'Aragona Cortés                     | Giovanna Tagliavia d'Aragona Cortez                                  |  |  |       |  |  |                                                        |  |  |                                                |  |
|                                                                 |                                                                     | Geromina Pignatelli Tagliavia d'Aragona Cortés                     |                                                                      |  |  |       |  |  |                                                        |  |  |                                                |  |